# Kommissar Stolberg
Kommissar Stolberg, conosciuta anche come  Stolberg, è una serie televisiva tedesca di genere poliziesco prodotta da Network Movie Köln e trasmessa dal 2006 al 2013 dall'emittente ZDF.  Protagonista, nel ruolo di Martin Stolberg, è l'attore Rudolf Kowalski; altri interpreti principali sono Aurel Manthei, Annett Renneberg, Victoria Mayer, Wanja Muers e Eva Scheurer.
La serie si compone di 8 stagioni, per un totale di 50  episodi: il primo episodio venne trasmesso in prima visione il 27 ottobre 2006 e l'ultimo il 2 marzo 2013.

## Trama
Protagonista delle vicende è un commissario di polizia di Düsseldorf, Manfred Stolberg, che, nelle proprie indagini, affianca metodi tradizionali a metodi più moderni.  I suoi collaboratori sono Florian Glade (poi sostituito, dopo la sua morte, da Nico Schreiber) e Catharina Brandt.

## Produzione
La prima stagione della serie (composta da sei episodi) andò in onda con il titolo Stolberg. A partire dalla seconda stagione, il titolo venne cambiato in Kommissar Stolberg.

## Personaggi e interpreti
- Commissario Capo Manfred Stolberg, interpretato da Rudolf Kowalski (ep. 1-50).[1]
- Comm. Florian Glade, interpretato da Aurel Manthei (30 episodi).[1]
- Comm. Catharina Brandt, interpretata da Annett Renneberg (22 episodi).[1]
- Comm. Nico Schreiber, interpretato da Wanja Muers (20 episodi).[1]
- Dott.ssa Hannah Voskort, interpretata da Eva Scheurer (31 episodi).[1]

## Episodi
| Stagione         | Puntate | Prima TV Germania | Prima TV Italia |
| ---------------- | ------- | ----------------- | --------------- |
| Prima stagione   | 6       | 2006              | inedita         |
| Seconda stagione | 8       | 2007              | inedita         |
| Terza stagione   | 8       | 2008              | inedita         |
| Quarta stagione  | 8       | 2009              | inedita         |
| Quinta stagione  | 8       | 2010              | inedita         |
| Quinta stagione  | 4       | 2012              | inedita         |
| Settima stagione | 4       | 2012              | inedita         |
| Ottava stagione  | 4       | 2013              | inedita         |